# Stenomacrus difficilis
Stenomacrus difficilis är en stekelart som beskrevs av Jussila 1996. Stenomacrus difficilis ingår i släktet Stenomacrus och familjen brokparasitsteklar. Inga underarter finns listade i Catalogue of Life.